# Port lotniczy Colima
Port lotniczy Colima (IATA: CLQ, ICAO: MMIA) – port lotniczy położony w Colima, w stanie Colima, w Meksyku.